# Rantau Mapesai
Rantau Mapesai is een bestuurslaag in het regentschap Indragiri Hulu van de provincie Riau, Indonesië. Rantau Mapesai telt 630 inwoners (volkstelling 2010).